# Младен Дальов
Младен Дальов е български общественик от Македония.

## Биография
Младен Дальов е роден в 1847 година в град Тетово, тогава в Османската империя. Негов дядо е известният свещеник поп Яков Създанов, първият светски учител в Тетово, преподавал в 1836 - 1838 година. Младен Дальов дълги години е училищен и черковен настоятел. Синът му Михаил умира в Родос в 1904 година, където е заточен заради дейността му в българското революционно дело. В 1917 година Младен Дальов подписва Мемоара на българи от Македония от 27 декември 1917 година.